# Epamera aethria
Epamera aethria är en fjärilsart som beskrevs av Karsch 1893. Epamera aethria ingår i släktet Epamera och familjen juvelvingar. Inga underarter finns listade i Catalogue of Life.